# Les Aix-d'Angillon
Les Aix-d'Angillon és un municipi francès, situat al departament de Cher i a la regió de Centre – Vall del Loira. L'any 2007 tenia 1.927 habitants.

## Demografia

### Població
El 2007 la població de fet de Les Aix-d'Angillon era de 1.927 persones. Hi havia 931 famílies, de les quals 337 eren unipersonals (132 homes vivint sols i 205 dones vivint soles), 317 parelles sense fills, 225 parelles amb fills i 52 famílies monoparentals amb fills.
La població ha evolucionat segons el següent gràfic:
Habitants censats

### Habitatges
El 2007 hi havia 1.036 habitatges, 933 eren l'habitatge principal de la família, 35 eren segones residències i 68 estaven desocupats. 852 eren cases i 108 eren apartaments. Dels 933 habitatges principals, 587 estaven ocupats pels seus propietaris, 323 estaven llogats i ocupats pels llogaters i 23 estaven cedits a títol gratuït; 62 tenien una cambra, 94 en tenien dues, 150 en tenien tres, 302 en tenien quatre i 325 en tenien cinc o més. 618 habitatges disposaven pel capbaix d'una plaça de pàrquing. A 387 habitatges hi havia un automòbil i a 358 n'hi havia dos o més.

### Piràmide de població
La piràmide de població per edats i sexe el 2009 era:
| Homes | Edats   | Dones |
| ----- | ------- | ----- |
| 0     | 95 o +  | 8     |
| 4     | 90 a 94 | 16    |
| 20    | 85 a 89 | 48    |
| 4     | 80 a 84 | 36    |
| 48    | 75 a 79 | 44    |
| 56    | 70 a 74 | 60    |
| 40    | 65 a 69 | 68    |
| 80    | 60 a 64 | 32    |
| 76    | 55 a 59 | 76    |
| 60    | 50 a 54 | 84    |
| 68    | 45 a 49 | 68    |
| 44    | 40 a 44 | 72    |
| 84    | 35 a 39 | 52    |
| 84    | 30 a 34 | 52    |
| 64    | 25 a 29 | 60    |
| 52    | 20 a 24 | 48    |
| 68    | 15 a 19 | 56    |
| 40    | 10 a 14 | 52    |
| 48    | 5 a 9   | 44    |
| 28    | 0 a 4   | 48    |

## Economia
El 2007 la població en edat de treballar era de 1.145 persones, 837 eren actives i 308 eren inactives. De les 837 persones actives 765 estaven ocupades (405 homes i 360 dones) i 71 estaven aturades (35 homes i 36 dones). De les 308 persones inactives 150 estaven jubilades, 67 estaven estudiant i 91 estaven classificades com a «altres inactius».

### Ingressos
El 2009 a Les Aix-d'Angillon hi havia 906 unitats fiscals que integraven 1.955 persones, la mediana anual d'ingressos fiscals per persona era de 17.272 €.

### Activitats econòmiques
Dels 97 establiments que hi havia el 2007, 1 era d'una empresa extractiva, 4 d'empreses alimentàries, 1 d'una empresa de fabricació de material elèctric, 5 d'empreses de fabricació d'altres productes industrials, 16 d'empreses de construcció, 20 d'empreses de comerç i reparació d'automòbils, 6 d'empreses de transport, 4 d'empreses d'hostatgeria i restauració, 1 d'una empresa d'informació i comunicació, 6 d'empreses financeres, 4 d'empreses immobiliàries, 13 d'empreses de serveis, 11 d'entitats de l'administració pública i 5 d'empreses classificades com a «altres activitats de serveis».
Dels 31 establiments de servei als particulars que hi havia el 2009, 1 era una oficina d'administració d'Hisenda pública, 1 gendarmeria, 1 oficina de correu, 4 oficines bancàries, 3 tallers de reparació d'automòbils i de material agrícola, 4 paletes, 3 guixaires pintors, 1 fusteria, 1 lampisteria, 3 electricistes, 1 empresa de construcció, 4 perruqueries, 1 veterinari, 2 restaurants i 1 agència immobiliària.
Dels 9 establiments comercials que hi havia el 2009, 2 eren supermercats, 2 fleques, 3 carnisseries, 1 una peixateria i 1 una botiga de material de revestiment de parets i terra.
L'any 2000 a Les Aix-d'Angillon hi havia 18 explotacions agrícoles que ocupaven un total de 1.331 hectàrees.

## Equipaments sanitaris i escolars
El 2009 hi havia 2 farmàcies i 1 ambulància.
El 2009 hi havia 1 escola maternal i 1 escola elemental.

## Poblacions més properes
El següent diagrama mostra les poblacions més properes.